# UFC Fight Night: Volkan vs. Smith
UFC Fight Night: Volkan vs. Smith (también conocido como UFC Fight Night 138) fue un evento de artes marciales mixtas producido por Ultimate Fighting Championship que tuvo lugar el 27 de octubre de 2018 en el Avenir Centre en Moncton, Nuevo Brunswick, Canadá.

## Historia
Mientras UFC ha ofrecido muchos eventos alrededor de Canadá, este evento será la primera visita de la promoción a Nuevo Brunswick.
El evento estelar contó con un combate de peso semipesado entre Volkan Oezdemir y Anthony Smith.
Se esperaba que Zubaira Tukhugov enfrentara a Artem Lobov en el evento. Sin embargo, se informó que Tukhugov fue sacado de la pelea por estar envuelto en la polémica de UFC 229 Lobov enfrentó a Michael Johnson en el evento.
Gavin Tucker tenía previsto enfrentar a Andre Soukhamthath en el evento. Sin embargo, Tucker fue sacado de la pelea a principios de octubre debido a una lesión y fue reemplazado por Jonathan Martínez.
En el pesaje, Johnson pesó 147 libras, una libra por encima del límite de la división de peso pluma (146 libras). Johnson fue multado con el 20% de su pago y su pelea contra Lobov se llevó en un peso acordado. Lobov afirmó antes de la pelea que no aceptaría el pago de Johnson, debido a que aceptó la pelea con poco tiempo de antelación.

## Bonificaciones
Los siguientes peleadores obtuvieron $50,000 en bonos:
- Pelea de la noche: Nasrat Haqparast vs. Thibault Gouti
- Actuación de la noche: Anthony Smith y Don Madge